# Roost-Warendin
Pour les articles homonymes, voir The Roost et Roost.
Roost-Warendin [ʁo vaʁɑ̃dɛ̃] (en picard : Roost-Warendin) est une commune française située dans le département du Nord (59), en région Hauts-de-France.
La Compagnie des mines de l'Escarpelle y a exploité ses fosses nos 1 et 9. Cette dernière a été la dernière fosse à fermer dans le Nord et l'avant-dernière de la région.

## Géographie

### Localisation
Roost-Warendin est située à 7 km du centre-ville de Douai (au nord-nord-est) et à 42 km du centre-ville de Lille.
La rocade minière A21 (ex RN 455) passe au sud de son territoire, bretelle de sortie no 22.
La ligne de Paris-Nord à Lille constitue la limite nord-ouest du territoire communal. La ligne de Pont-de-la-Deûle à Bachy - Mouchin traversait également la commune, où existait une halte.
Le village fait partie de l'aire linguistique du picard, et est appelée Roost-Warendin dans cette langue.

### Communes limitrophes
Les communes limitrophes sont  Auby, Douai, Flers-en-Escrebieux, Raimbeaucourt et Râches.

### Environnement
Bien que situé dans un contexte très urbanisé, périurbanisé et localement de séquelles minières (friches, affaissements miniers), Roost-Warendin abrite des milieux naturels et friches industrielles recolonisées par la nature (ex. : « mares et terril de l'Escarpelle et des Pâturelles », terril de schistes miniers, boisé, de 65 mètres de haut,), dont certains ont justifié, la mise en place d'une réserve naturelle régionale, dite « réserve naturelle régionale des Annelles, Lains et Pont Pinnet ».

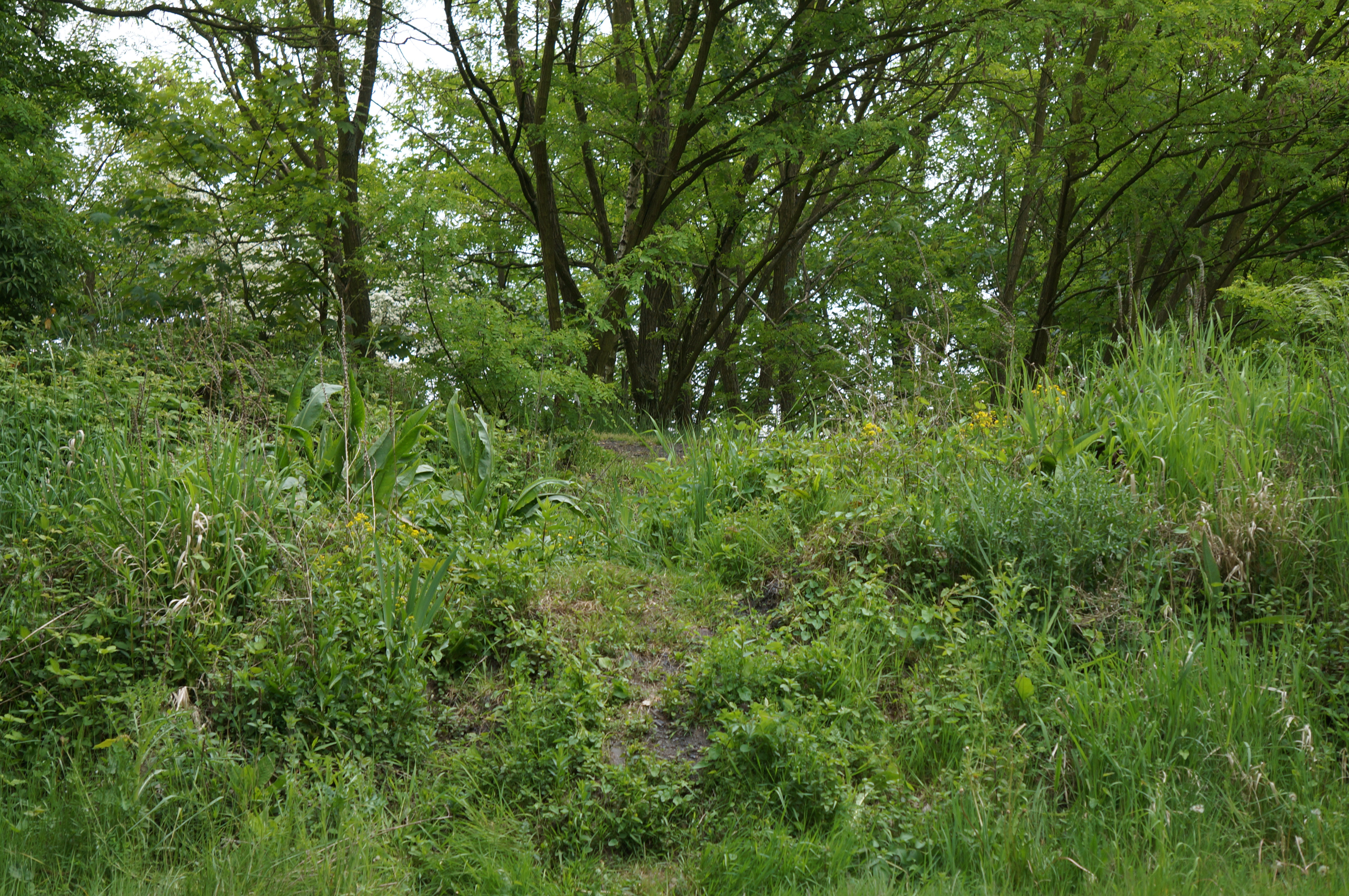
Boisement de la réserve naturelle.

Cette réserve, située près du chevalement de la fosse 9 est accessible au public abrite une mosaïque d'habitats naturels ou semi-naturels (mares, fossés, roselières et boisements humides, pelouses sèches) jouant un rôle important pour la conservation de la faune, de la flore et de la fonge régionale. À ce titre cette réserve et d'autres milieux (terril plat notamment) s'inscrivent dans la trame verte et bleue régionale et nationale, qui décline ici très localement le projet de réseau écologique paneuropéen, avec une particularité ; la Pelouse métallicole qui s'est installé sur certains sols post-industriels pollués par les métaux lourds.
Le gestionnaire (conservatoire des sites naturels) et l'association « Roost-Warendin nature » y avaient en 2010 déjà inventorié 236 espèces végétales, 48 espèces d'oiseaux, 24 espèces de papillons, quelques espèces de libellules, sauterelles et criquets, neuf espèces d'amphibiens (sur 15 potentiellement présents dans la région Nord-Pas-de-Calais), ainsi que près d'une cinquantaine d'espèces de champignons et plusieurs mammifères[réf. nécessaire].
Près de la réserve naturelle régionale des Annelles, Lains et Pont Pinnet, sur l'ancien terril de l'Escarpelle-les-Cavaliers, un parcours des couleurs et des senteurs peut prolonger la visite.
Parmi les milieux écologiquement intéressant, l'étang de la vieille tourbière est intégré à la trame bleue

### Hydrographie

#### Réseau hydrographique
La commune est située dans le bassin Artois-Picardie. Elle est drainée par la Scarpe canalisée, la Raches Aval, le Filet Maurant Aval, la Raches Amont Ouest, le Courant de Bernicourt, le Courant de la Vieille la rivière, le fossé de la Longue Digue et divers autres petits cours d'eau,.
| (texte à fusionner) La Scarpe passe au sud-est du territoire en contrebas du terril de l'Escarpelle. De nombreuses rivières et fossés drainent le territoire communal, dont la Noire Eau, ainsi que des étangs. |

La Scarpe canalisée et une section canalisée de la Scarpe, d'une longueur de 67 km, prend sa source dans la commune de Arras et se jette dans l'Escaut canalisée à Mortagne-du-Nord, après avoir traversé 34 communes.
Le Raches Aval, d'une longueur de 13 km, prend sa source dans la commune et se jette dans la Scarpe canalisée à Marchiennes, après avoir traversé cinq communes.

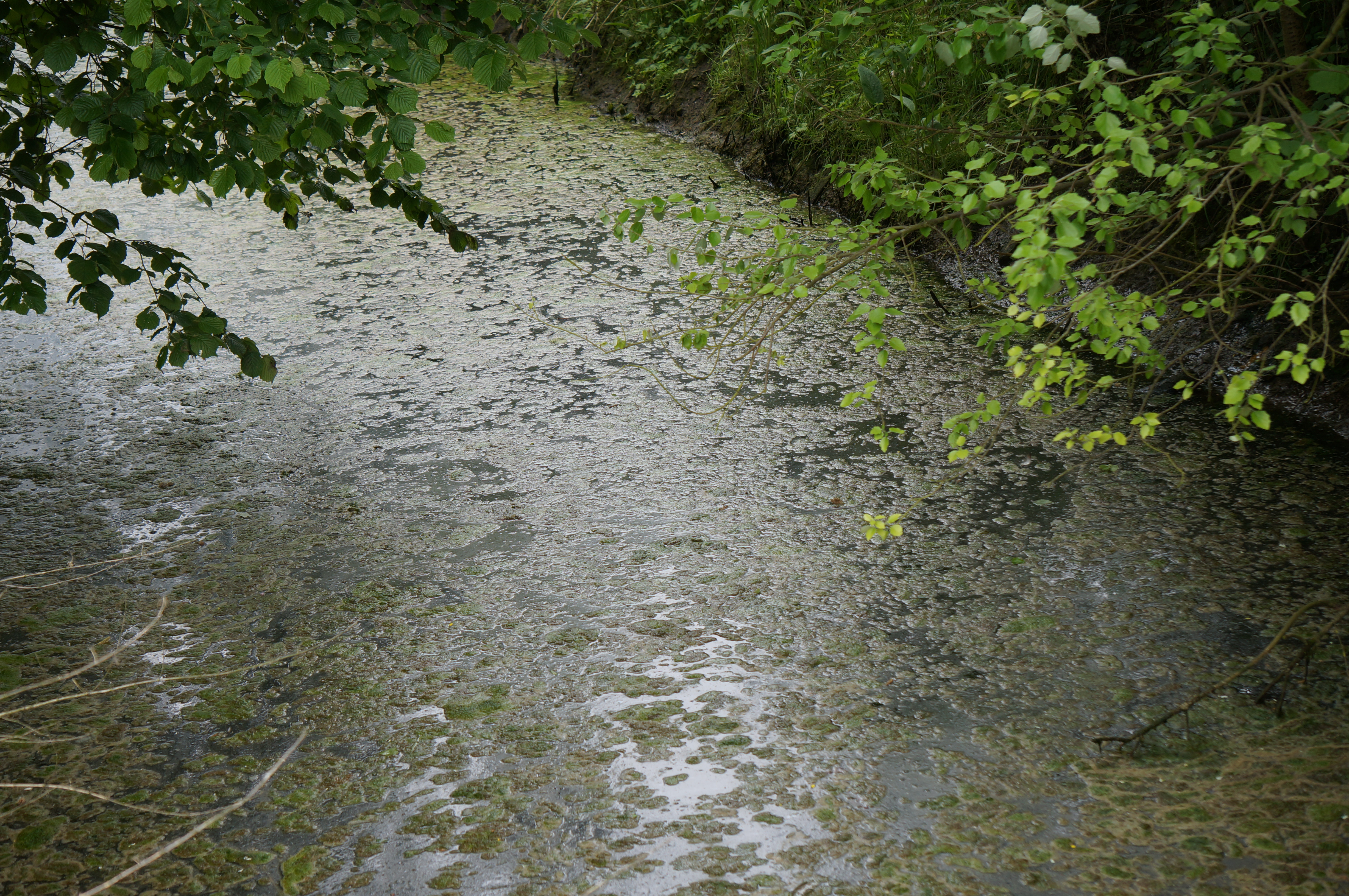
La Noire Eau, dans la réserve naturelle régionale des Annelles, Lains et Pont Pinnet.
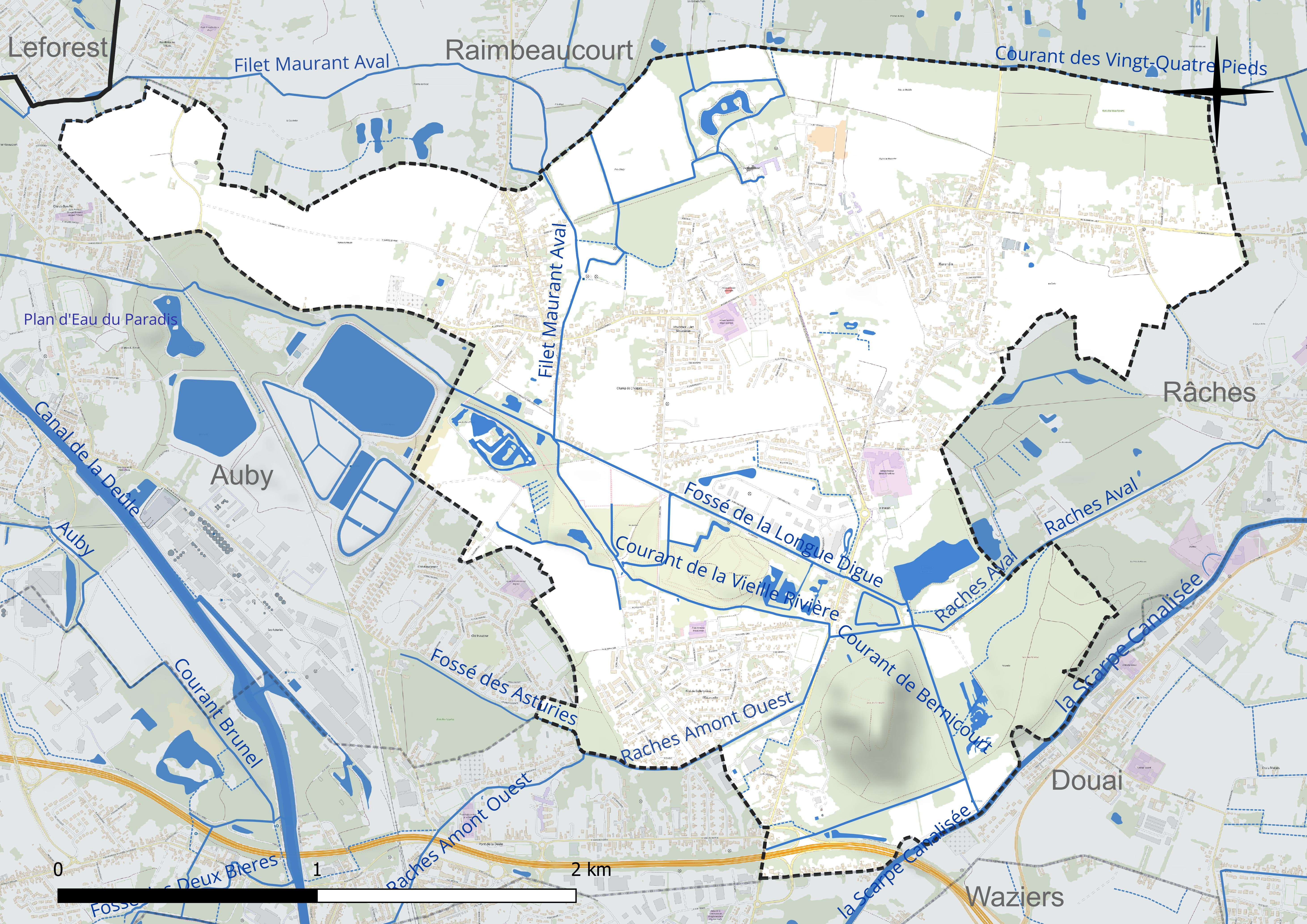
Réseau hydrographique de Roost-Warendin.

Un plan d'eau complète le réseau hydrographique : Clair des Tourelles (3,9 ha),.

#### Gestion et qualité des eaux
Le territoire communal est couvert par le schéma d'aménagement et de gestion des eaux (SAGE) « Scarpe aval ». Ce document de planification concerne un territoire de 624 km2 de superficie, délimité par le bassin versant de la Scarpe aval, comprenant la Pévèle, la plaine de la Scarpe et le bassin minier avec l'Ostrevent. Le périmètre a été arrêté le 18 mars 1997 et le SAGE proprement dit a été approuvé le 12 mars 2009, puis révisé le 5 juillet 2021. La structure porteuse de l'élaboration et de la mise en œuvre est le parc naturel régional Scarpe-Escaut.
La qualité des cours d'eau peut être consultée sur un site dédié géré par les agences de l'eau et l'Agence française pour la biodiversité.

### Climat
Pour des articles plus généraux, voir Climat des Hauts-de-France et Climat du Nord.
En 2010, le climat de la commune est de type climat océanique dégradé des plaines du Centre et du Nord, selon une étude du CNRS s'appuyant sur une série de données couvrant la période 1971-2000. En 2020, Météo-France publie une typologie des climats de la France métropolitaine dans laquelle la commune est exposée à un climat océanique et est dans la région climatique  Nord-est du bassin Parisien, caractérisée par un ensoleillement médiocre, une pluviométrie moyenne régulièrement répartie au cours de l'année et un hiver froid (3 °C).
Pour la période 1971-2000, la température annuelle moyenne est de 10,6 °C, avec une amplitude thermique annuelle de 14,5 °C. Le cumul annuel moyen de précipitations est de 696 mm, avec 11,9 jours de précipitations en janvier et 8,9 jours en juillet. Pour la période 1991-2020, la température moyenne annuelle observée sur la station météorologique la plus proche, située sur la commune de Douai à 6 km à vol d'oiseau, est de 11,0 °C et le cumul annuel moyen de précipitations est de 729,2 mm,. Pour l'avenir, les paramètres climatiques de la commune estimés pour 2050 selon différents scénarios d'émission de gaz à effet de serre sont consultables sur un site dédié publié par Météo-France en novembre 2022.

## Urbanisme

### Typologie
Au 1er janvier 2024, Roost-Warendin est catégorisée ceinture urbaine, selon la nouvelle grille communale de densité à sept niveaux définie par l'Insee en 2022.
Elle appartient à l'unité urbaine de Douai-Lens, une agglomération inter-départementale regroupant 67 communes, dont elle est une commune de la banlieue,,. Par ailleurs la commune fait partie de l'aire d'attraction de Douai, dont elle est une commune de la couronne,. Cette aire, qui regroupe 61 communes, est catégorisée dans les aires de 50 000 à moins de 200 000 habitants,.

### Occupation des sols
L'occupation des sols de la commune, telle qu'elle ressort de la base de données européenne d'occupation biophysique des sols Corine Land Cover (CLC), est marquée par l'importance des territoires artificialisés (44 % en 2018), en augmentation par rapport à 1990 (38,4 %). La répartition détaillée en 2018 est la suivante : 
zones urbanisées (43,1 %), terres arables (14 %), forêts (13,7 %), zones agricoles hétérogènes (12,4 %), milieux à végétation arbustive et/ou herbacée (11,7 %), zones humides intérieures (4,2 %), espaces verts artificialisés, non agricoles (0,7 %), mines, décharges et chantiers (0,3 %). L'évolution de l'occupation des sols de la commune et de ses infrastructures peut être observée sur les différentes représentations cartographiques du territoire : la carte de Cassini (XVIIIe siècle), la carte d'état-major (1820-1866) et les cartes ou photos aériennes de l'IGN pour la période actuelle (1950 à aujourd'hui).

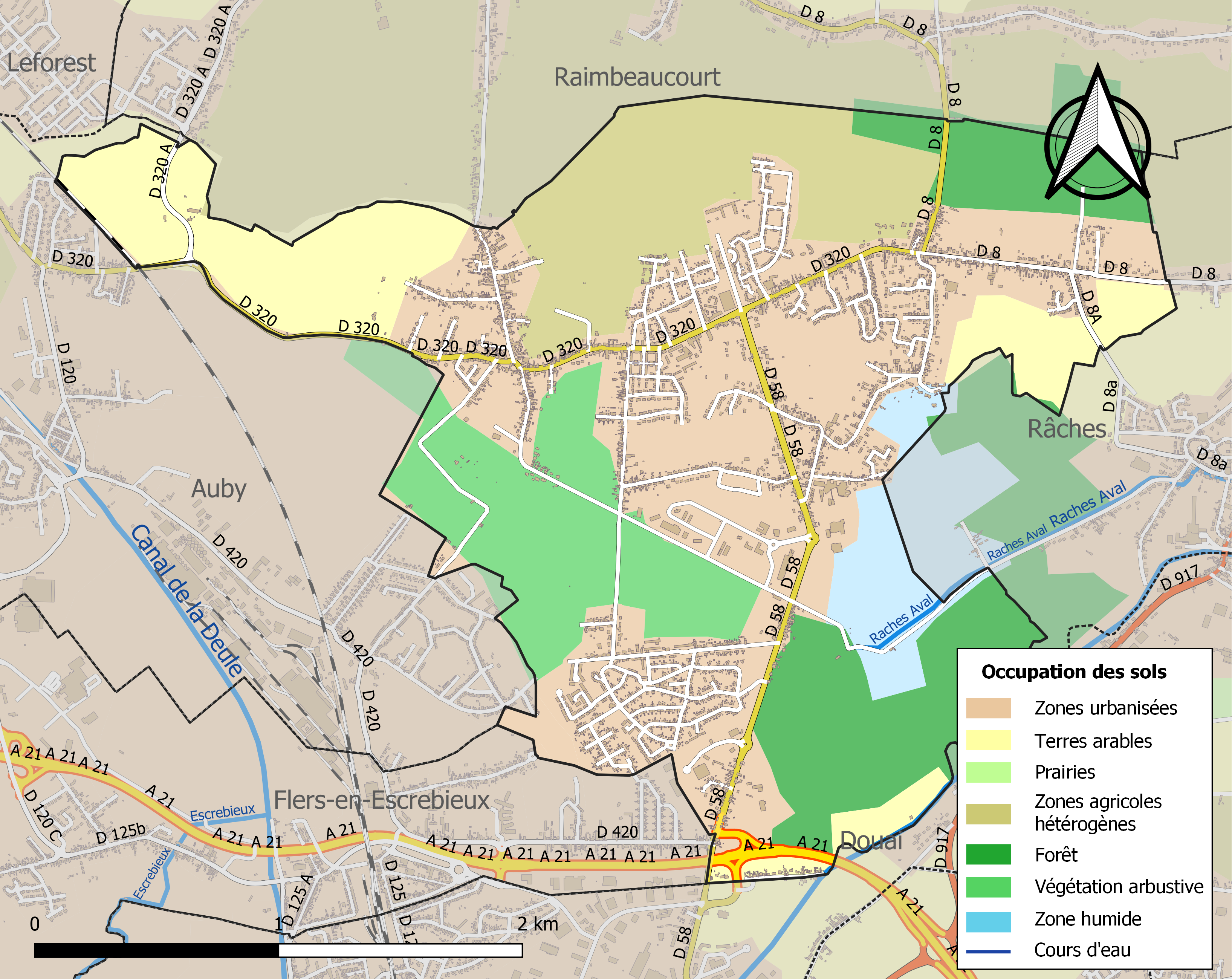
Carte des infrastructures et de l'occupation des sols de la commune en 2018 (CLC).

### Voies de communication et transports
La commune est desservie par les lignes 6, 7 et 107 du réseau urbain Évéole et par la ligne 857 du réseau interurbain Arc-en-Ciel 2.

## Toponymie
Le nom de la localité est attesté sous les formes Roz en 1104-1123 ; Ruoth en 1097 ; Rueth en 1187 ; Roth en 1202 ; Ros en 1217.
Comme Rœulx, Reux ou Ruitz, Roost représente la fixation toponymique du nom commun germanique ruda « défrichement », autrement roþa- « essart »,.
Warendin pourrait venir de l'anthroponyme d'origine germanique, Warin, ou plus simplement dériver de waeren (garder, défendre, mais aussi forteresse). A noter que la Warande est le lieu où l'on garde du gibier, une réserve de chasse.

## Histoire

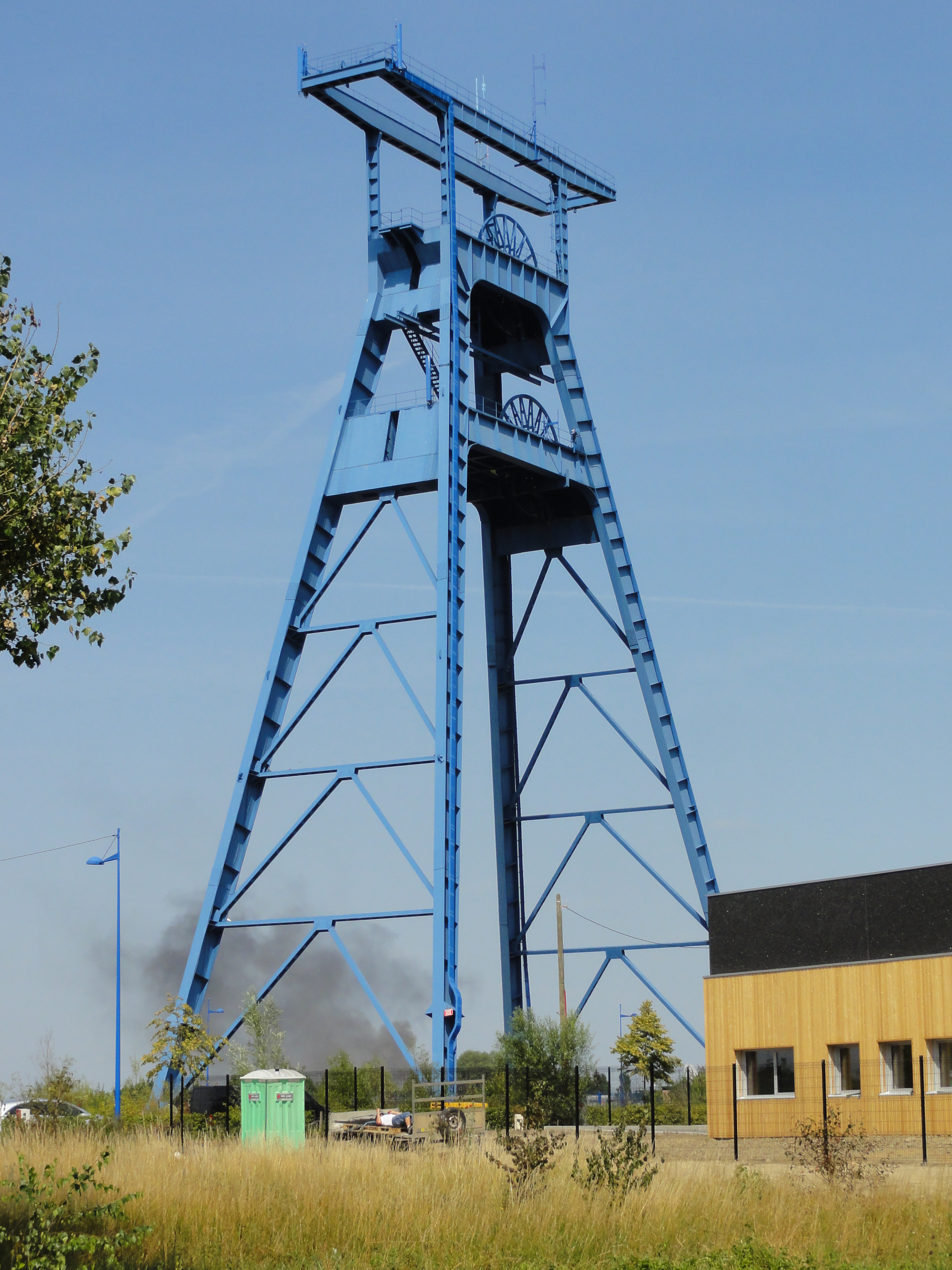
Chevalement de la fosse no 9 de la Compagnie des mines de l'Escarpelle.

La commune de Roost-Warendin est formée par la réunion de 2 anciens hameaux : Roost et Warendin.
Nicolas de Ruyant (Douai, 1719-château de Bernicourt, 1799), chevalier, fut le dernier occupant du château de Bernicourt avant la Révolution. Il était le fils de Martin de Ruyant de Cambronne, chevalier, ancien conseiller du roy au Parlement de Flandre. Nicolas de Ruyant de Bernicourt avait épousé le 29/01/1753 à Douai (paroisse Notre-Dame) Marie-Thérèse de Bassecourt (°Grigny, ca 1727), fille de Marie-François-Procope marquis de Bassecourt et de Marie-Thérèse de Contes.

### Immigration polonaise
La commune a accueilli, comme de nombreux autres du bassin minier régional, des mineurs et leurs familles venus dans le cadre de l'immigration polonaise dans le Nord de la France dans les années 1920.

### Seconde guerre mondiale
Pendant la Seconde guerre mondiale, la ville fut occupée une nouvelle fois par les troupes allemandes.
Non loin, à la fosse 7 de la Compagnie des mines de Dourges, que la grève patriotique des cent mille mineurs du Nord-Pas-de-Calais de mai-juin 1941 a démarré, avec Emilienne Mopty et Michel Brulé (1912-1942), privant les Allemands de 93 000 tonnes de charbon pendant près de 2 semaines.
C'est l'un des premiers actes de résistance collective à l'occupation nazie en France et le plus important en nombre, qui se solda par 414 arrestations en 3 vagues, la déportation de 270 personnes, 130 mineurs étant par ailleurs fusillés à la Citadelle d'Arras. Après-guerre, la commune est aussi au centre de trois événements nationaux, la "bataille du charbon" (1945-1947), suivie des grève des mineurs de 1947 et celles de 1948.
Le 25 décembre 1941, cinq mineurs de Roost-Warendin emprisonnés, après la grève des mineurs du Nord-Pas-de-Calais en mai juin 1941, dans la prison de Loos se donnent la mort.

### Fosse 9 de l'Escarpelle
(50° 24′ 42,03″ N, 3° 06′ 06,9″ E)
La fosse 9 de l'Escarpelle, qui a fermé le 29 octobre 1990 est l'avant-dernier puits fermé de l'histoire de l'extraction du charbon dans le bassin houiller Nord-Pas-De-Calais.
Le dernier a été celui du 10 d'Oignies le 21 décembre 1990.

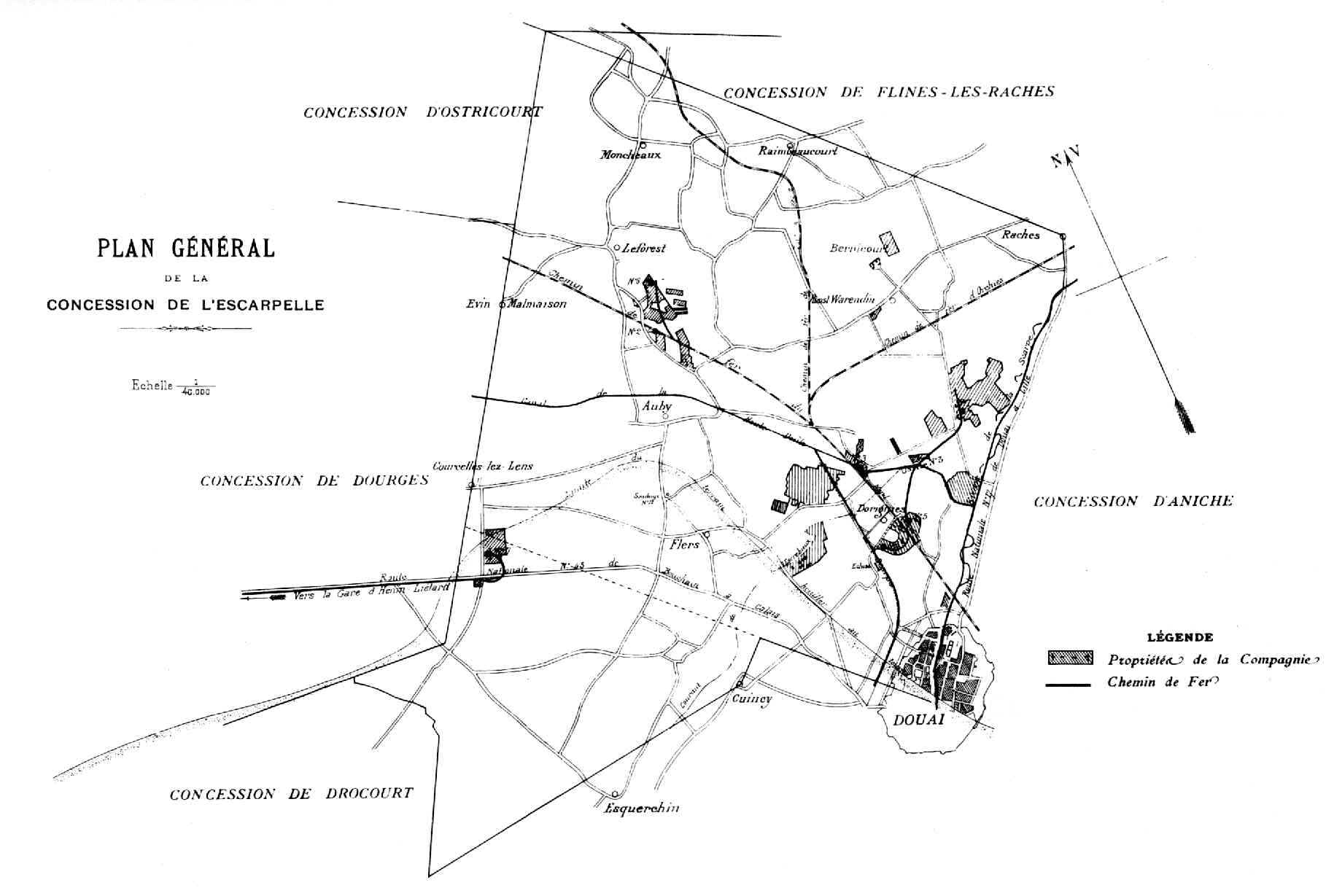
Carte de la concession de la compagnie de l'Escarpelle

## Politique et administration

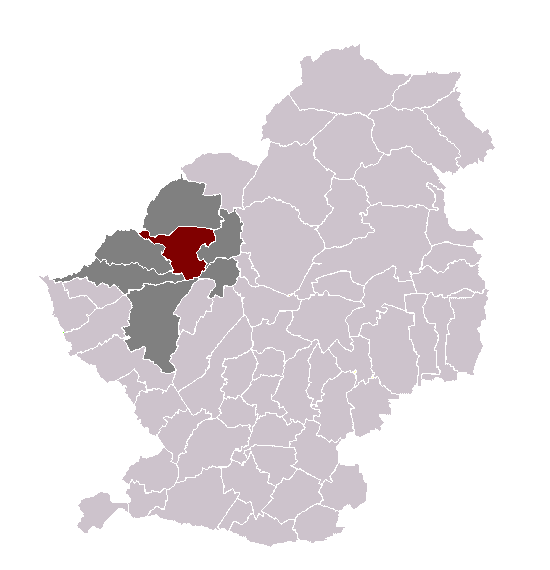
Roost-Warendin dans son ancien canton et son arrondissement.

### Rattachements administratifs et électoraux
La commune se trouve depuis 1926 dans l'arrondissement de Douai du département du Nord. Pour l'élection des députés, elle fait partie depuis 2012 de la dix-septième circonscription du Nord.
Elle faisait partie depuis 1801 du canton de Douai-Ouest jusqu'en 1991, année où elle intègre le canton de Douai-Nord-Est. Dans le cadre du redécoupage cantonal de 2014 en France, la commune est désormais rattachée au canton d'Orchies.

### Intercommunalité
La commune est membre de la communauté d'agglomération du Douaisis,créée en 2001, et qui a pris le nom de Douaisis agglo en 2019.

### Tendances politiques et résultats
- Référendum
  -  referendum 29 mai 2005 traité établissant une constitution pour l'Europe
  -  Referendum du 20 septembre 1992 Traité sur l'Union européenne dit de Maastricht
- Élection du Parlement européen Député européen
  -  Scrutin du 13 juin 2004
  -  Scrutin du 13 juin 1999
- Élections régionales Nord-Pas-de-Calais
  -  Scrutin du 28/3/2004
  -  Scrutin du 15/03/1998 Résultat départemental Nord (département)
- Élections cantonales Canton de Douai-Nord-Est
  -  scrutin du 28/03/2004

(Sources Ministère de l'intérieur)
Lionel Courdavault devient maire en 2006, à la suite de la démission d'Yves Dhainaut.
Lors du premier tour des élections municipales le 15 mars 2020, vingt-neuf sièges sont à pourvoir ; on dénombre 4 697 inscrits, dont 2 069 votants (44,05 %), 45 votes blancs (2,17 %) et 1 984 suffrages exprimés (95,89 %). La liste étiquetée divers gauche Roost-Warendin, on aime menée par le maire sortant Lionel Courdavault recueille 1 270 voix (64,01 %) et remporte ainsi vingt-quatre sièges au conseil municipal contre cinq pour la liste divers gauche Roost-Warendin ensemble et autrement menée par David Wesmael avec 714 voix (35,99 %),. Le confinement lié à la pandémie de Covid-19 retarde d'environ deux mois l'élection des maires par les nouveaux conseils municipaux. Lionel Courdavault est réélu le 25 mai.

### Liste des maires

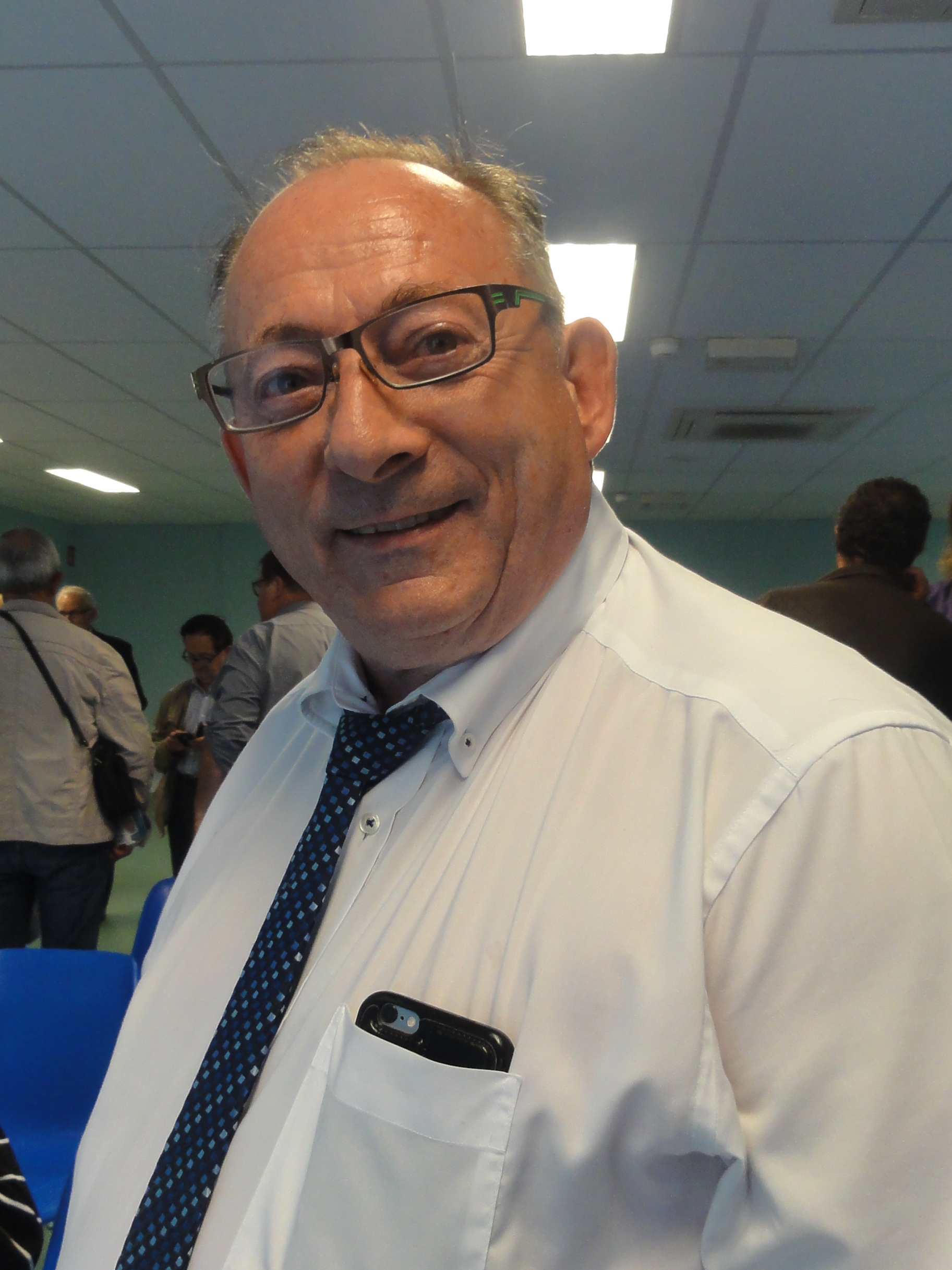
Lionel Courdavault en 2018.

| Période                                  | Période      | Identité                    | Étiquette | Qualité |
| ---------------------------------------- | ------------ | --------------------------- | --------- | --- |
| Les données manquantes sont à compléter. |              |                             |           | |
| 1790                                     | 1795         | Philippe Butruille          |           | |
| 1795                                     | 1799         | Joseph Bataille             |           | |
| 1799                                     | 1801         | Philippe Butruille          |           | |
| 1801                                     | 1801         | Jean-Baptiste Vienne        |           | |
| 1801                                     | 1808         | Joseph Bataille             |           | |
| 1808                                     | 1811         | Philippe Butruille          |           | |
| 1811                                     | 1816         | Charles-Louis de Wavrechin  |           | |
| 1816                                     | 1817         | Joseph Bataille             |           | |
| 1817                                     | 1822         | Séraphin Delesalle          |           | |
| 1822                                     | 1824         | Jean-Baptiste Bernard       |           | |
| 1824                                     | 1825         | Julien Vienne               |           | |
| 1825                                     | 1830         | Jean-Baptiste Boudoux       |           | |
| 1830                                     | 1848         | Jean-Baptiste Bernard       |           | |
| 1848                                     | 1848         | Philippe Vincourt           |           | |
| 1848                                     | 1848         | Ferdinand Pinquet           |           | |
| 1848                                     | 1865         | Alexandre Genet de Chateney |           | |
| 1865                                     | 1894         | Édouard Bernard             |           | |
| 1894                                     | 1894         | Édouard Caudrelier          |           | |
| 1894                                     | 1919         | Adolphe Grammont            |           | |
| 1919                                     | 1941         | Achille Dannay              |           | Révoqué par le Gouvernement de Vichy |
| Les données manquantes sont à compléter. |              |                             |           | |
| 1945                                     | 1947         | Achille Dannay              |           | |
| octobre 1947                             | octobre 1973 | Pierre Duhayon,             | ex-SFIO   | Ajusteur chez Arbel et Bréguet à Douai Syndicaliste et militant socialiste du Nord Conseiller d'arrondissement (1934 → 1940) Nommé conseiller départemental en 1943 Décédé en fonction |
| octobre 1973                             | 1984         | Jean-Baptiste Dapvril       | PS        | Ancien mineur Chevalier des Palmes académiques |
| 1984                                     | 2005         | Yves Dhainaut               | PS        | Démissionnaire |
| 2006                                     | En cours     | Lionel Courdavault          | DVG       | Enseignant du secondaire Vice-président de la CA du Douaisis (2014 → ) Réélu pour le mandat 2014-2020 Réélu pour le mandat 2020-2026                                                   |

### Jumelages
| Ville | Ville          | Pays | Pays      | Période     |
| ----- | -------------- | ---- | --------- | ----------- |
|       | Haltern am See |      | Allemagne | depuis 1993 |

## Population et société

### Démographie

#### Évolution démographique
L'évolution du nombre d'habitants est connue à travers les recensements de la population effectués dans la commune depuis 1793. Pour les communes de moins de 10 000 habitants, une enquête de recensement portant sur toute la population est réalisée tous les cinq ans, les populations de référence des années intermédiaires étant quant à elles estimées par interpolation ou extrapolation. Pour la commune, le premier recensement exhaustif entrant dans le cadre du nouveau dispositif a été réalisé en 2005.

En 2022, la commune comptait 5 966 habitants, en évolution de −3,63 % par rapport à 2016 (Nord : +0,51 %, France hors Mayotte : +2,11 %).
| 1793 | 1800 | 1806 | 1821 | 1831 | 1836 | 1841  | 1846  | 1851  |
| ---- | ---- | ---- | ---- | ---- | ---- | ----- | ----- | ----- |
| 727  | 755  | 821  | 823  | 858  | 942  | 1 020 | 1 071 | 1 373 |

| 1856  | 1861  | 1866  | 1872  | 1876  | 1881  | 1886  | 1891  | 1896  |
| ----- | ----- | ----- | ----- | ----- | ----- | ----- | ----- | ----- |
| 1 787 | 1 868 | 2 006 | 1 849 | 1 978 | 2 003 | 2 147 | 2 258 | 2 701 |

| 1901  | 1906  | 1911  | 1921  | 1926  | 1931  | 1936  | 1946  | 1954  |
| ----- | ----- | ----- | ----- | ----- | ----- | ----- | ----- | ----- |
| 2 855 | 2 932 | 3 197 | 2 913 | 3 120 | 3 209 | 3 260 | 3 395 | 5 044 |

| 1962  | 1968  | 1975  | 1982  | 1990  | 1999  | 2005  | 2006  | 2010  |
| ----- | ----- | ----- | ----- | ----- | ----- | ----- | ----- | ----- |
| 5 886 | 6 410 | 6 356 | 6 439 | 6 413 | 5 744 | 6 105 | 6 115 | 6 193 |

| 2015  | 2020  | 2022  | - | - | - | - | - | - |
| ----- | ----- | ----- | - | - | - | - | - | - |
| 6 099 | 5 985 | 5 966 | - | - | - | - | - | - |

#### Pyramide des âges
La population de la commune est relativement jeune.
En 2018, le taux de personnes d'un âge inférieur à 30 ans s'élève à 34,2 %, soit en dessous de la moyenne départementale (39,5 %). À l'inverse, le taux de personnes d'âge supérieur à 60 ans est de 27,4 % la même année, alors qu'il est de 22,5 % au niveau départemental.
En 2018, la commune comptait 2 908 hommes pour 3 181 femmes, soit un taux de 52,24 % de femmes, légèrement supérieur au taux départemental (51,77 %).
Les pyramides des âges de la commune et du département s'établissent comme suit.
| Hommes | Classe d’âge | Femmes |
| ------ | ------------ | ------ |
| 0,5    | 90 ou +      | 1,3    |
| 6,9    | 75-89 ans    | 9,0    |
| 17,0   | 60-74 ans    | 19,8   |
| 21,7   | 45-59 ans    | 21,5   |
| 17,0   | 30-44 ans    | 16,6   |
| 17,4   | 15-29 ans    | 14,4   |
| 19,4   | 0-14 ans     | 17,3   |

| Hommes | Classe d’âge | Femmes |
| ------ | ------------ | ------ |
| 0,5    | 90 ou +      | 1,4    |
| 5,3    | 75-89 ans    | 8,1    |
| 14,8   | 60-74 ans    | 16,2   |
| 19,1   | 45-59 ans    | 18,4   |
| 19,5   | 30-44 ans    | 18,7   |
| 20,7   | 15-29 ans    | 19,1   |
| 20,2   | 0-14 ans     | 18     |

## Économie
Roost-Warendin est incluse depuis 2006 dans le périmètre ZFU des zones franches urbaines de 3e génération définies par la Politique de la ville en France.
La société TD Production sous l'enseigne En Mode Vidéo, dirigée par Thierry Dewatest, est installée dans la ZAC du chevalement. Elle est spécialisée dans la communication audiovisuelle et pluri-media pour entreprises et collectivités territoriales.

## Culture locale et patrimoine

### Lieux et monuments
- Château de Bernicourt, avec son centre des Contes et Légendes ;

(50° 25′ 21″ N, 3° 06′ 13″ E)
Construit au début du XVIIIe siècle (1743) sous cette forme sur un domaine de 25 hectares, le château de Bernicourt fut antérieurement (vers 1374) un manoir avec basse cour. Jusqu'au début du XXe siècle, ce fut une demeure seigneuriale. Il fut la propriété des Houillères de 1930 à 1985, les cadres et employés y furent logés. Depuis 1985, il appartient à la ville de Roost-Warendin. Restauré par la volonté de la ville, il retrouve, année après année, ses fastes d'antan. Ouvert en 1989 au public, ce château, vidé de son mobilier d'époque, accueille aujourd'hui des expositions temporaires au rez-de-chaussée et un écomusée au 1er étage et à la cave.

Le château de Bernicourt
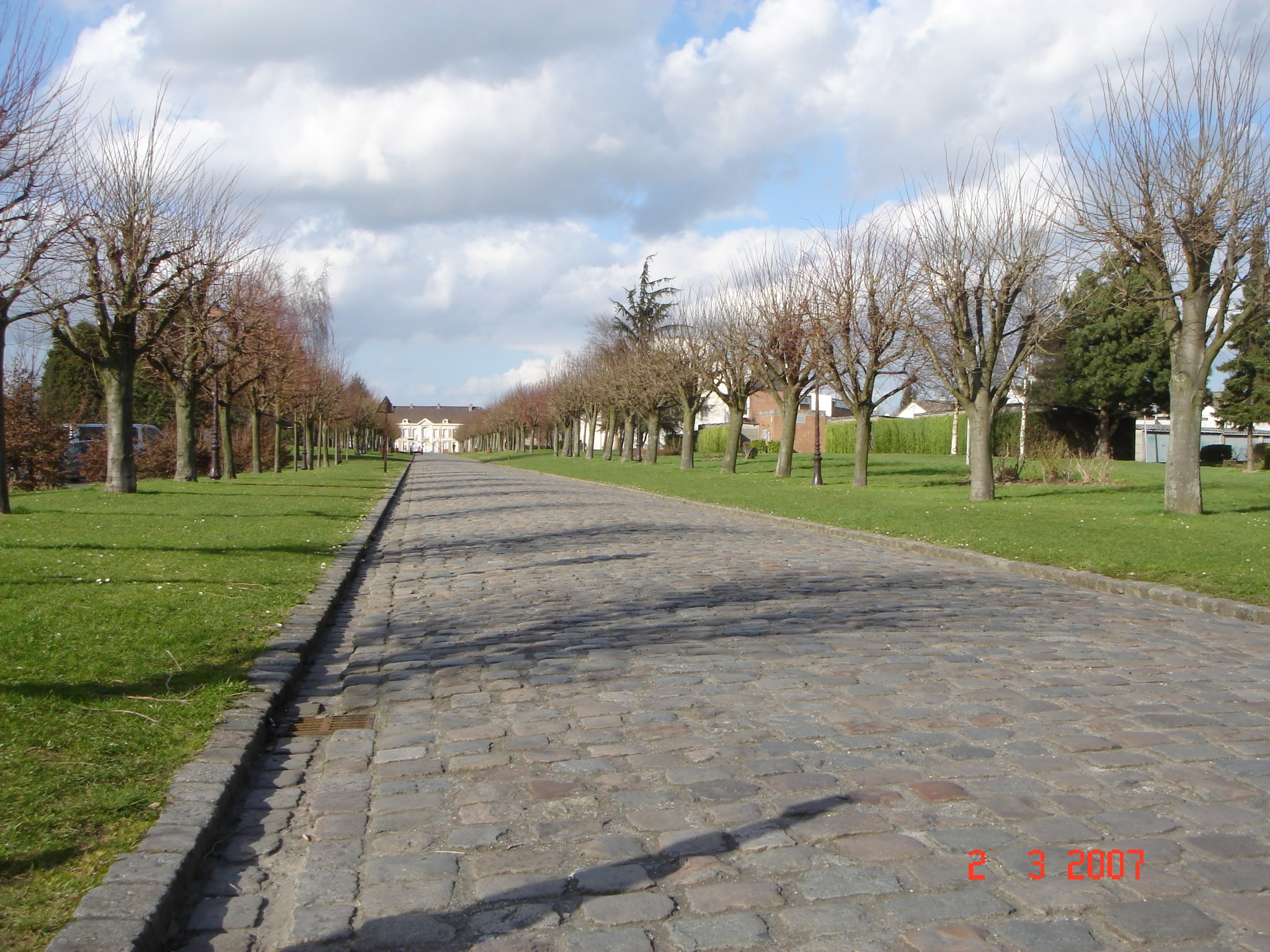
Allée du château de Bernicourt.
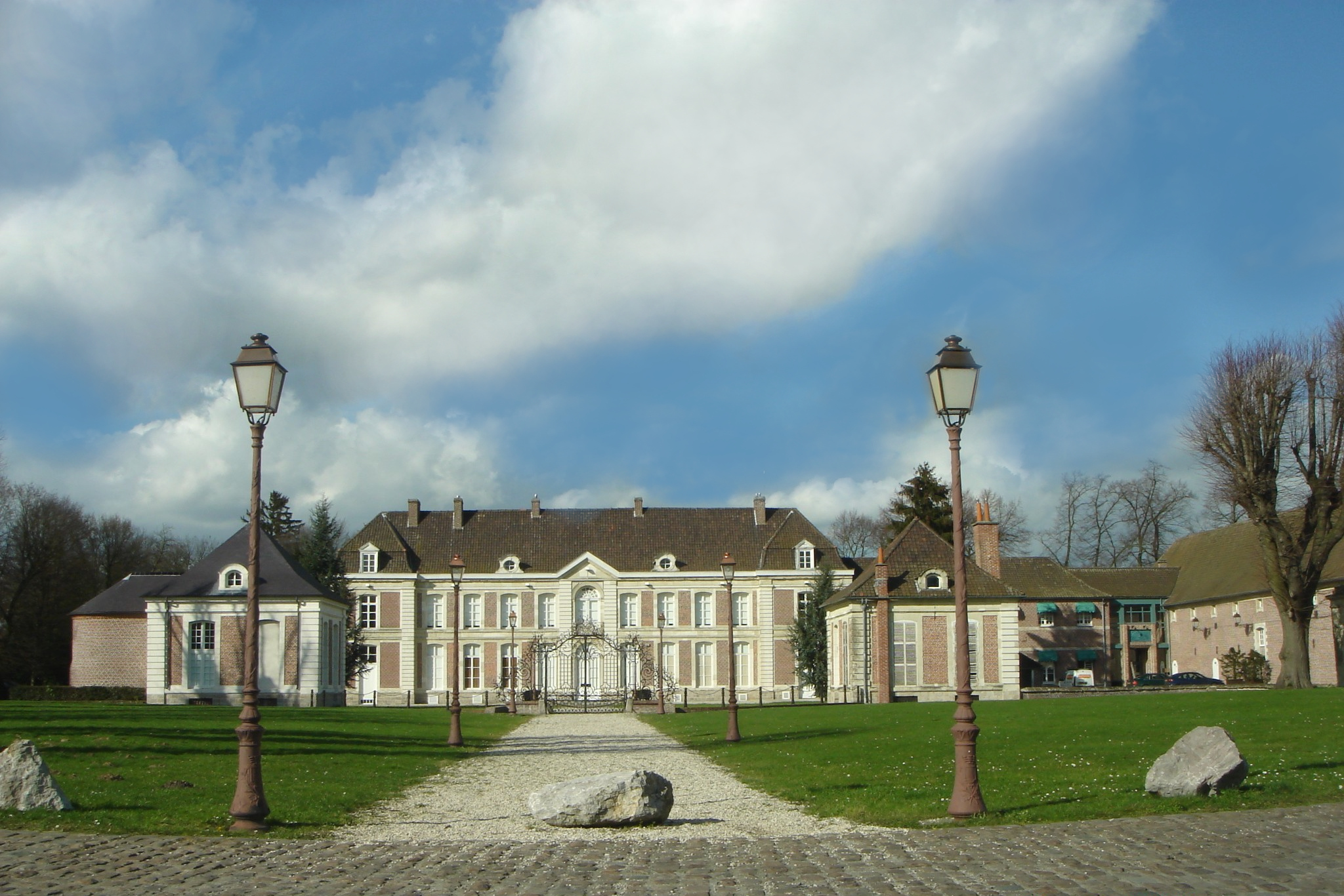
Château de Bernicourt.
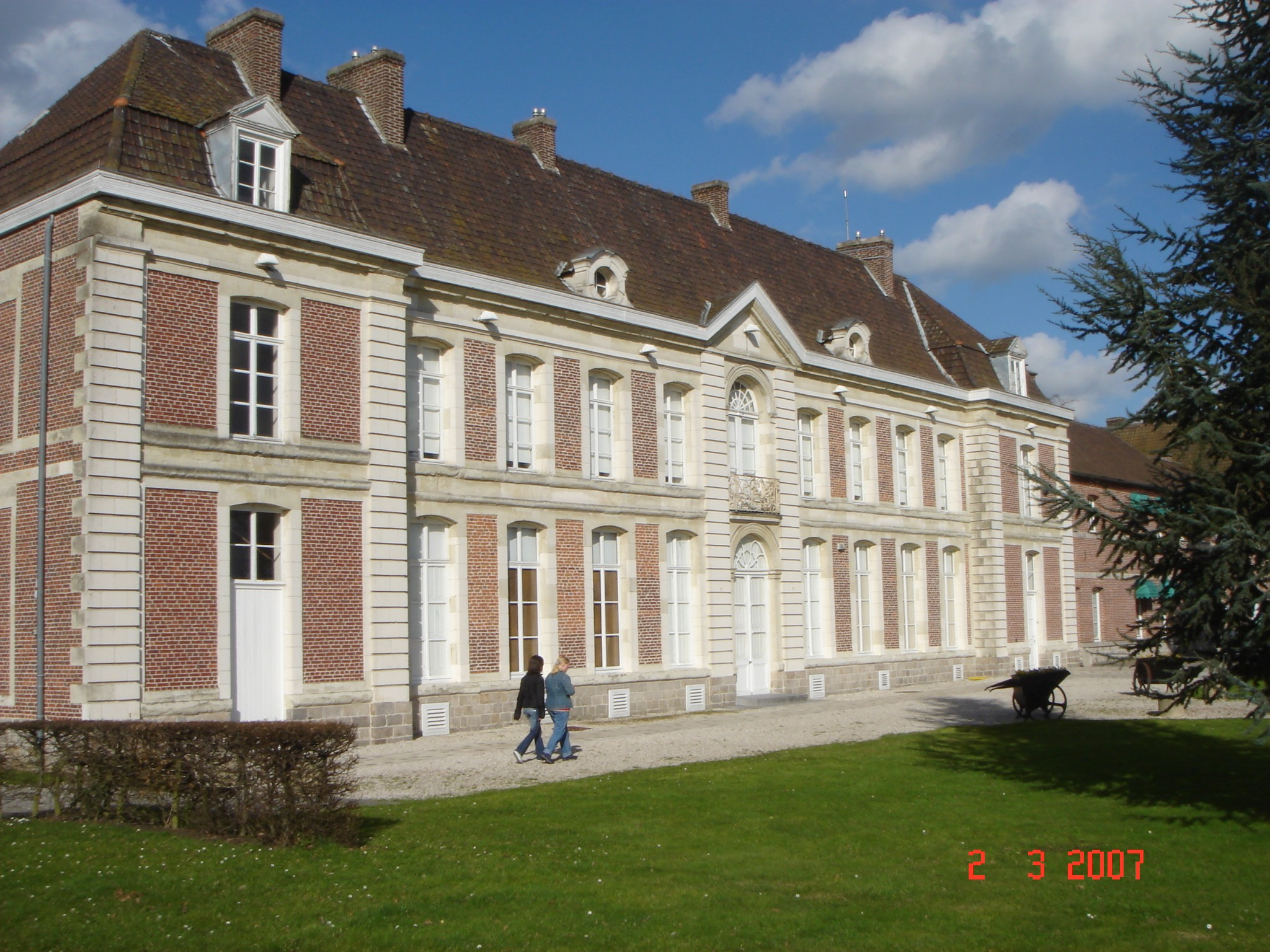
Château de Bernicourt, façade principale.
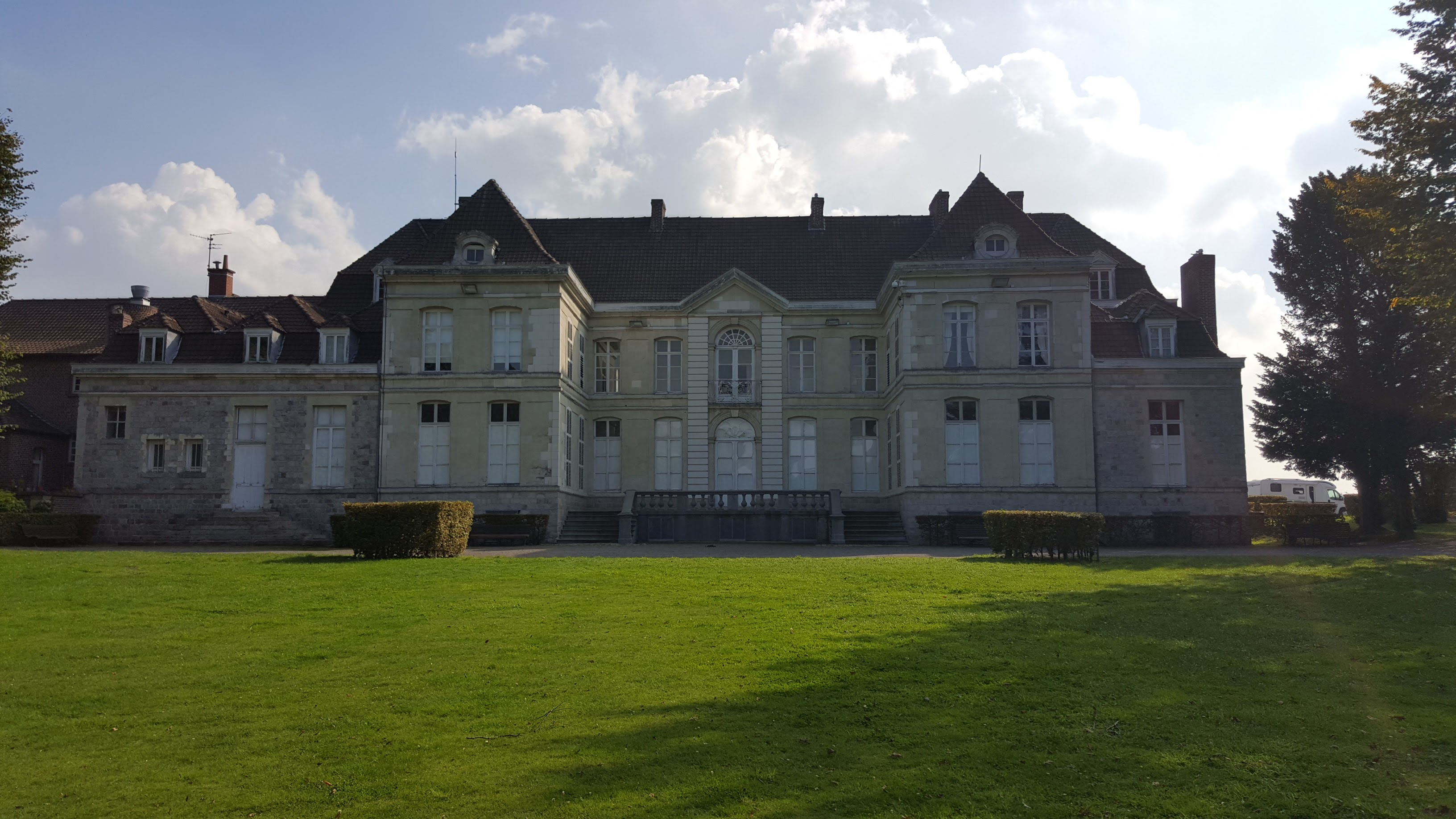
Château de Bernicourt, vue nord-ouest depuis le parc

- Monument aux morts
- L'église Saint-Martin, construite en 1827 sur les instructions du roi Charles X pour favoriser l'union de Roost et de Warendin[47] ;
- La chapelle Sainte-Rita sise dans le quartier de Belleforière.
- La réserve naturelle régionale des Annelles, Lains et Pont Pinnet.

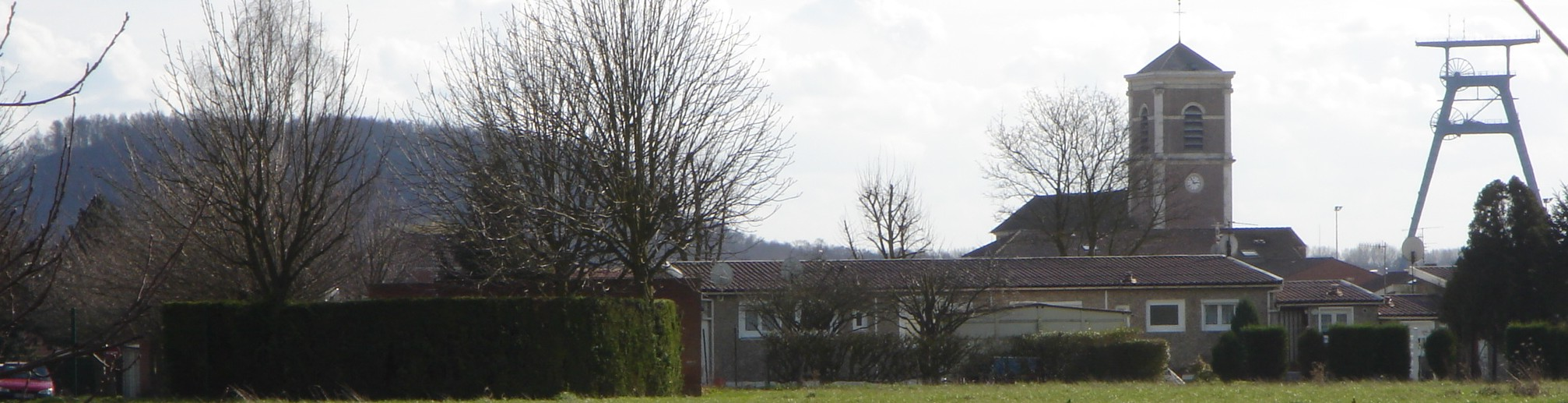
Le Chevalet; L'église; le terril vue du Château de Bernicourt
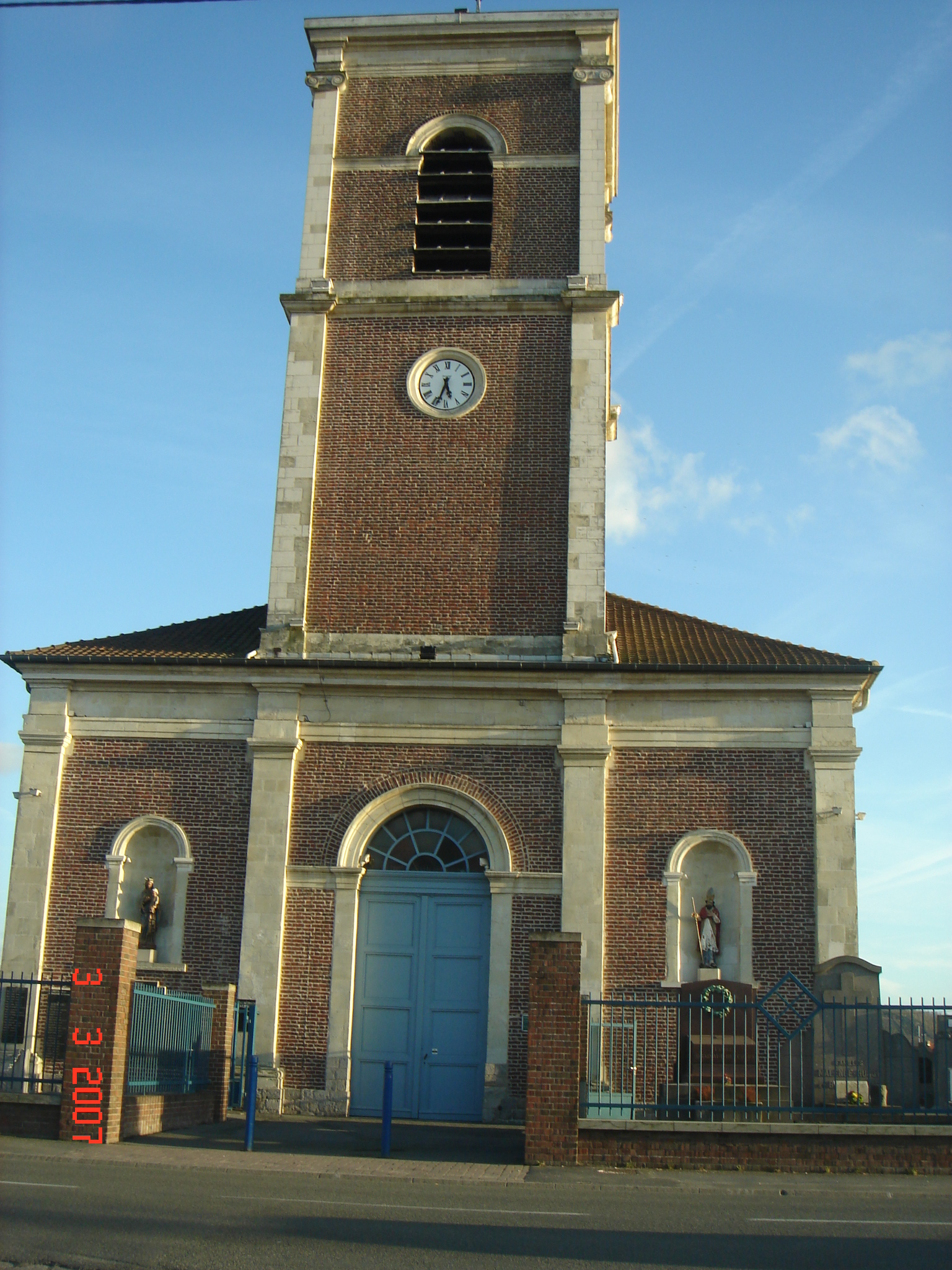
L'église
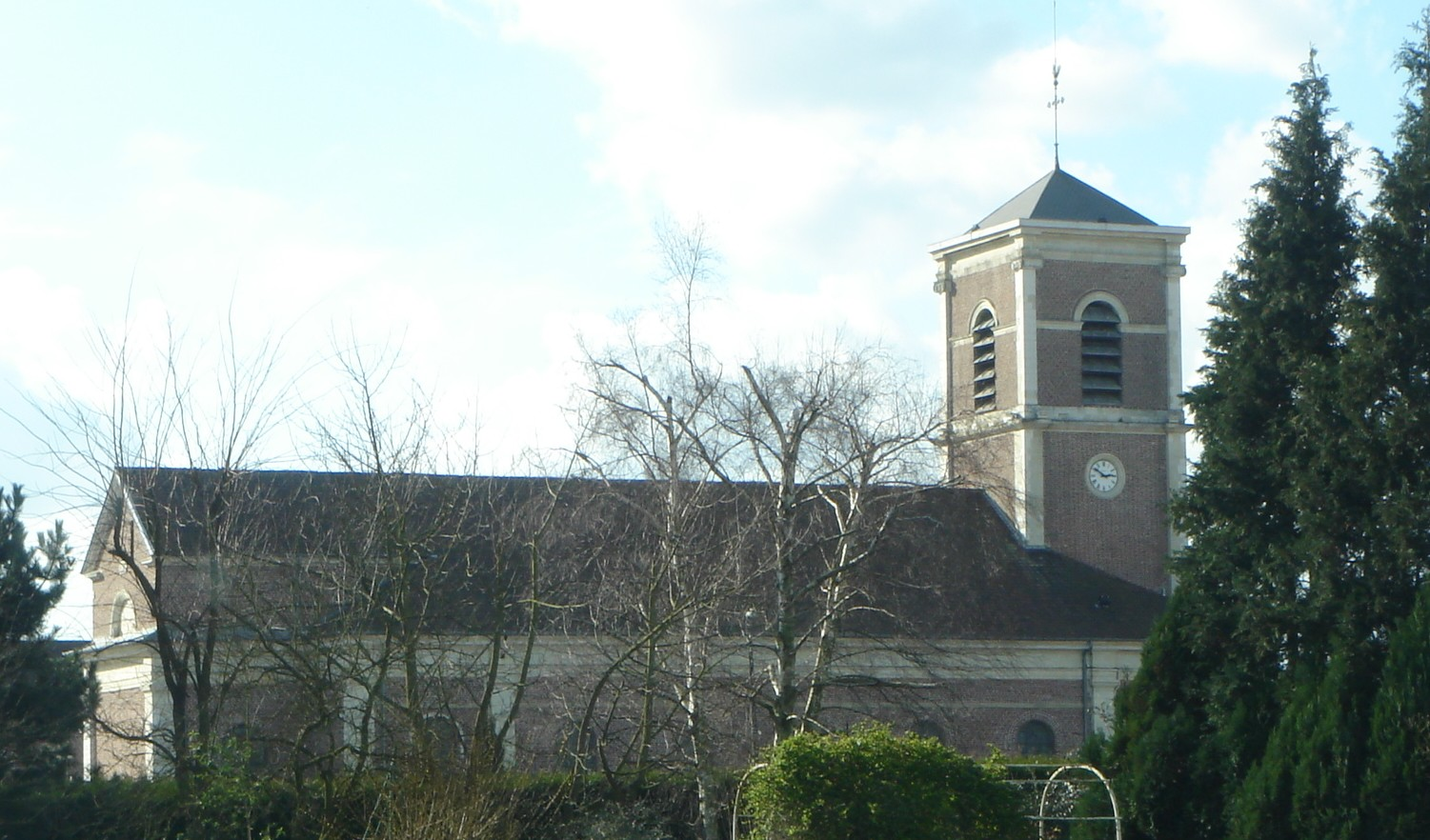
L'église côté jardins
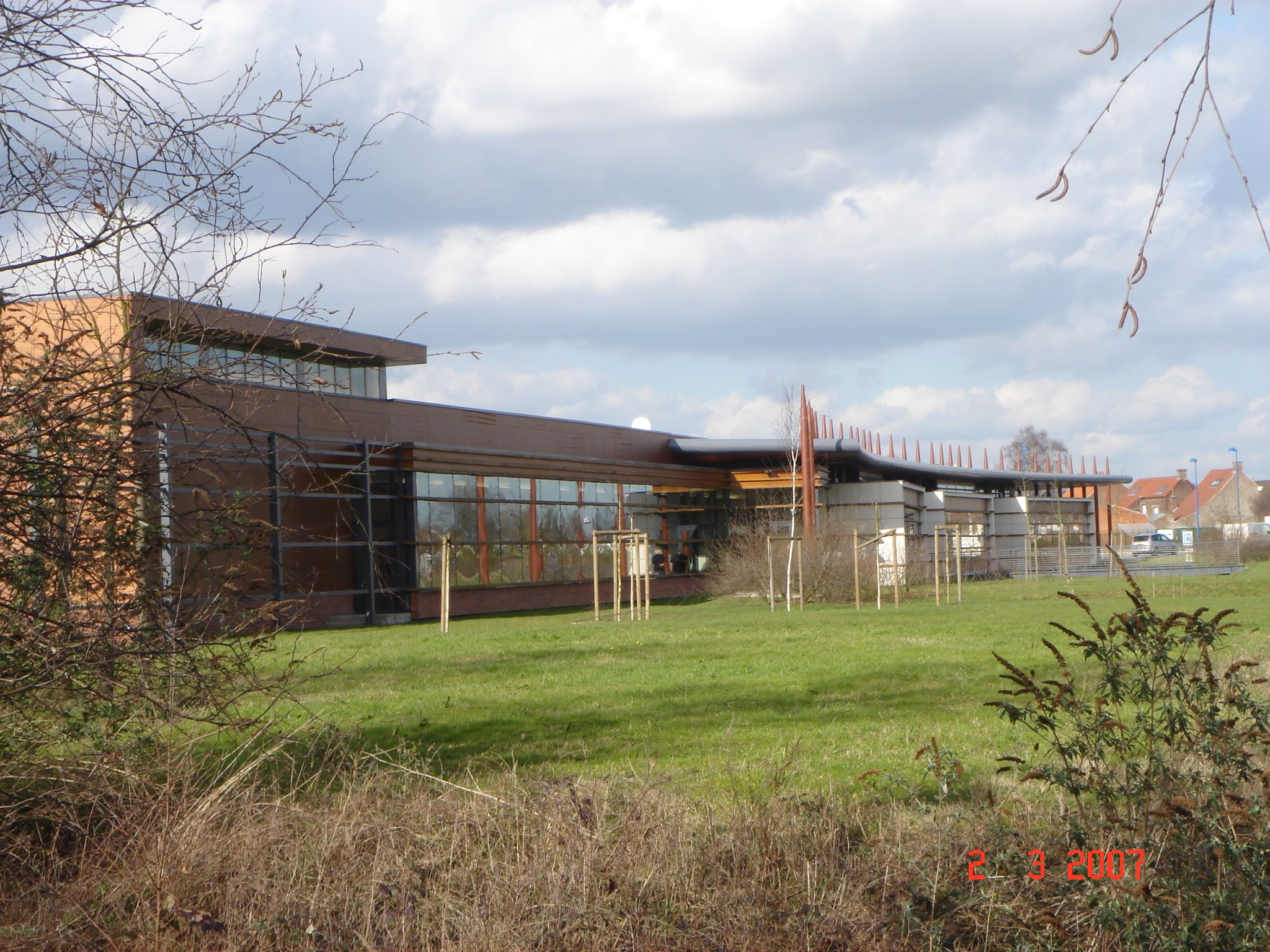
Hôtel d'entreprises
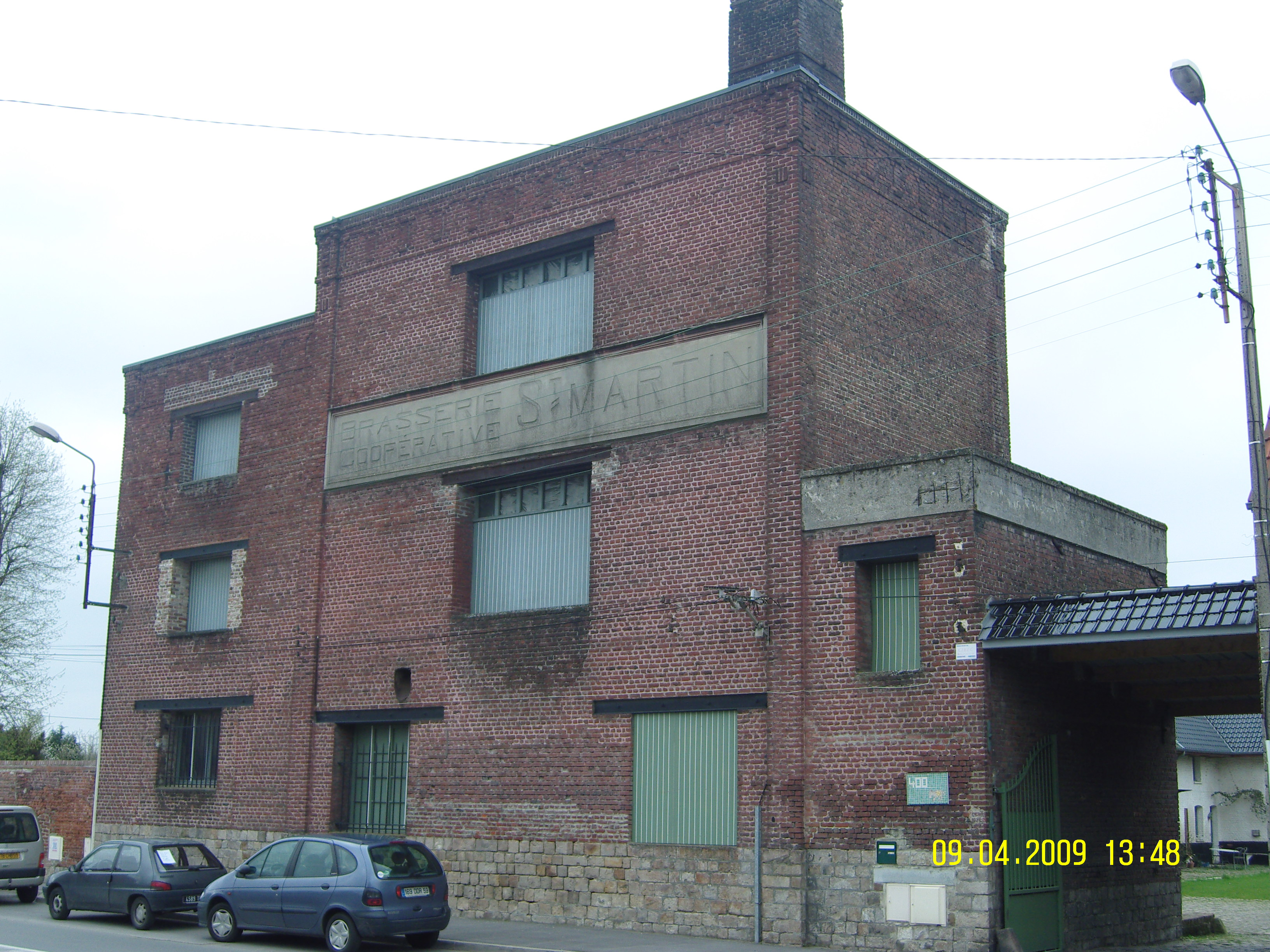
Brasserie-malterie coopérative Saint-Martin.
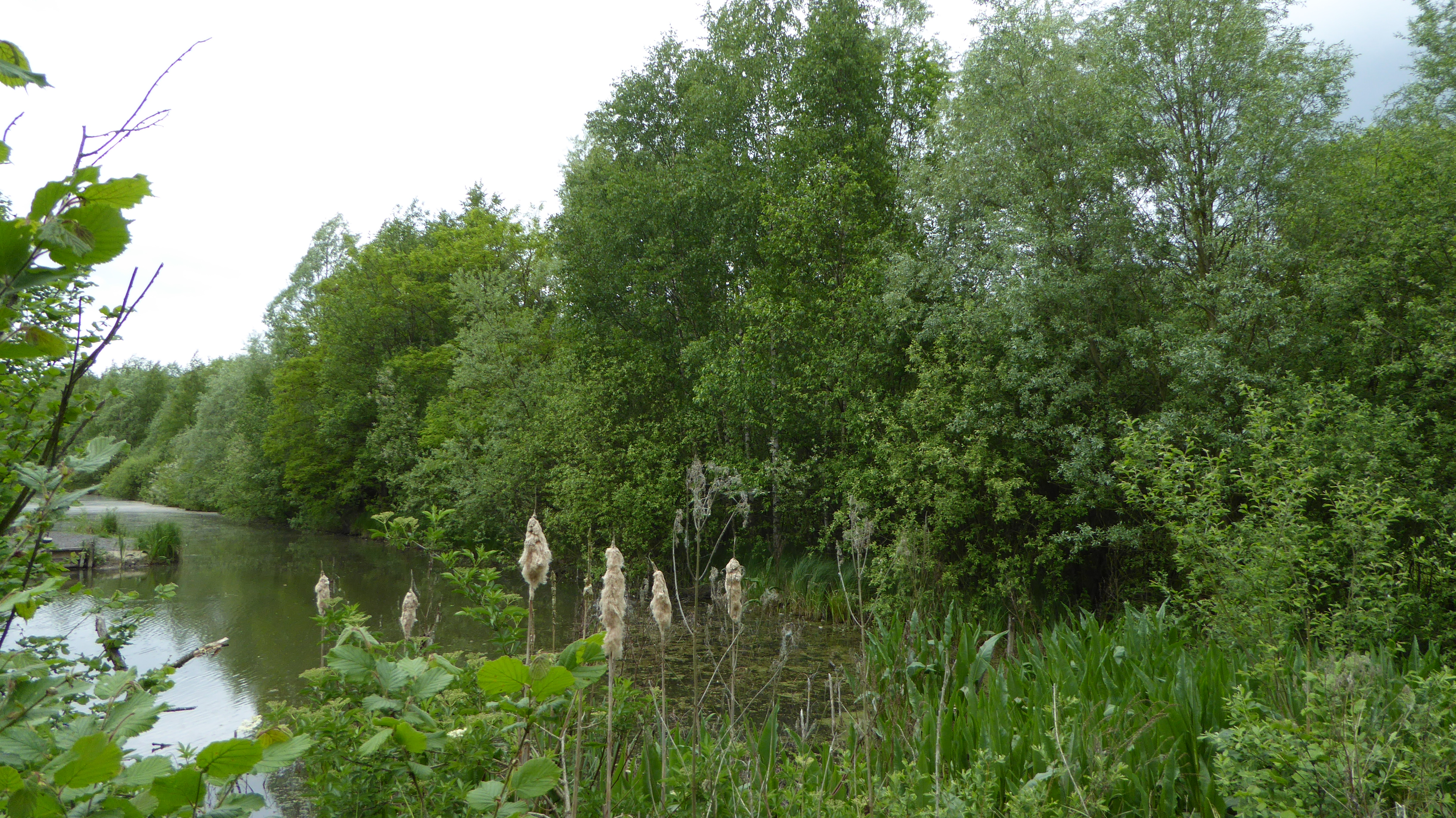
La réserve naturelle
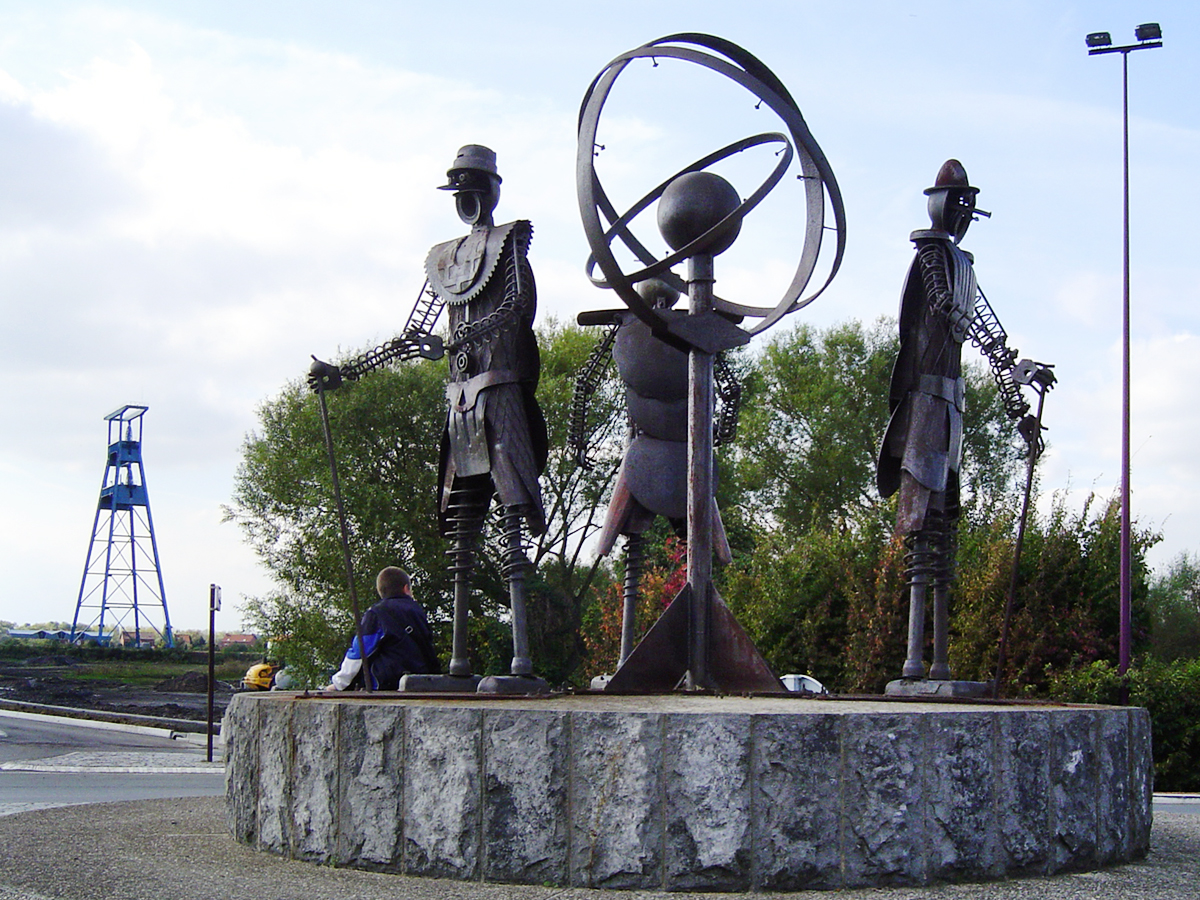
La Java des Gaspards, sculpture de Philippe Depienne.

### Personnalités liées à la commune

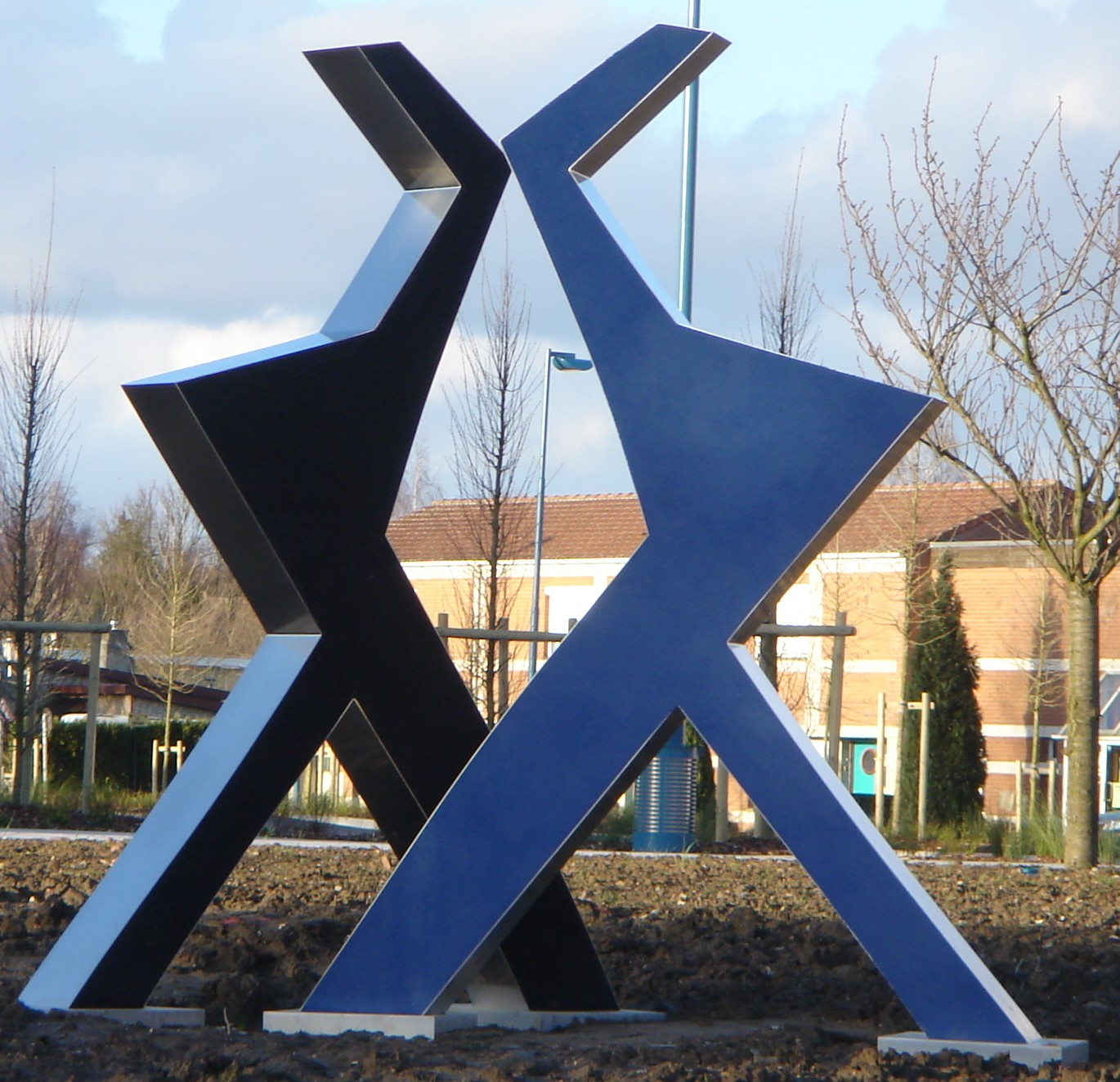
Sculpture « Les Jumeaux » d'Ulrich Schriewer, évoquant le jumelage de la ville avec Haltern-am-See, devant l'Hôtel-de-Ville.

- Ulrich Schriewer[pourquoi ?], artiste allemand né en 1949..
- Xavier Jean Marie Plassat (pt), (frère Xavier Passat en religion), dominicain luttant au Brésil contre l'esclavage agricole né à Roost-Warendin le 29 avril 1950 a passé toute sa jeunesse à Aniche[48],[49],[50]

### Les chimères de Bernicourt
Les Chimères de Bernicourt est une association organisant Le Festival des contes et légendes sur le site du château de Bernicourt.

### Héraldique
|  | Les armes de Roost-Warendin se blasonnent ainsi : « De sable semé de fleurs de lis d'or.» |

### Folklore
Roost-Warendin a pour géants Ch'Pureux, Ghislain de Bernicourt, Marie-Thérèse, Colas et L'Estreimbiesse.représentent les anciens propriétaires.
Guislain de Ruyant était devenu seigneur de Bernicourt en 1764. Il avait épousé le 29/01/1753 à Douai (paroisse Notre-Dame) Marie-Thérése de Bassecourt, originaire du village de Grigny.